# Шумахер, Генрих Христиан
Генрих Христиан Шумахер (нем. Heinrich Christian Schumacher; 1780—1850) — немецкий и датский астроном и геодезист.

## Биография
Генрих Христиан Шумахер родился в Гольштинии; изучал астрономию и математику в университетах Копенгагена и Гёттингена (у Карла Фридриха Гаусса), с 1810 года занял кафедру астрономии и в Копенгагенском университете, в 1813 году был назначен директором обсерватории в Мангейме.
В 1815 году вернулся в Копенгагенский университет, но жил главным образом в Альтоне, где устроил обсерваторию на средства датского правительства. В 1817 году на него возложено было руководство градусным измерением в Дании.
В 1820 году по поручению Копенгагенского научного общества предпринял измерение Гольштинии и составление её карты. В 1824 году Шумахер определил точную долготу Альтонаской обсерватории от Гринвича; в 1830 году Шумахер определил в замке Гюльденштейн на острове Фионии длину простого секундного маятника, принятого в основание датской системы мер. Постоянным его сотрудником в этот период был П. А. Ганзен.
Был избран членом Шведской Королевской академии наук в 1827.
Награждён Золотой медалью Королевского астрономического общества в 1829 году.

## Публикации
- «Astronomische Abhandlungen» (Альтона, 1823—25)
- «Astronomische Jahrbücher» (Тюбинген, 1836—44)
- В 1822 году основал журнал «Astronomische Nachrichten»
- Переписку Шумахера с Гауссом издал Петерс (Альтона, 1860—65).